# Zvirivka, Novoukraiinka
Zvirivka (în ucraineană Звірівка) este un sat în orașul raional Novoukraiinka din regiunea Kirovohrad, Ucraina.

## Demografie
Componența lingvistică a localității Zvirivka
     Ucraineană (96,01%)
     Rusă (2,33%)
     Belarusă (1,66%)
Conform recensământului din 2001, majoritatea populației localității Zvirivka era vorbitoare de ucraineană (96,01%), existând în minoritate și vorbitori de rusă (2,33%) și belarusă (1,66%).